# Nelly Kudrová
Nelly Kudrová (* 26. září 1980) je česká sportovní lezkyně a bouldristka, mistryně a vicemistryně ČR v lezení na obtížnost a v boulderingu, vítězka Českého poháru a závodu Mejcup v boulderingu, bývalá reprezentantka (2004-2015), instruktorka v pražském BoulderBaru.

## Výkony a ocenění
- 2004-2015: reprezentantka ve sportovním lezení ČHS
- 2009: jako horolezkyně se v ČR objevila také na velkoformátových reklamách banky ČSOB

### Závodní výsledky
| Mistrovství světa | Mistrovství světa | Mistrovství světa |
| Rok               | 2005              | 2014              |
| ----------------- | ----------------- | ----------------- |
| Bouldering        | 51-52             | 77-80             |

| Světový pohár | Světový pohár | Světový pohár | Světový pohár | Světový pohár | Světový pohár | Světový pohár | Světový pohár | Světový pohár |
| Rok           | 2004          | 2005          | 2006          | 2007          | 2008          | 2009          | 2012          | 2015          |
| ------------- | ------------- | ------------- | ------------- | ------------- | ------------- | ------------- | ------------- | ------------- |
| Obtížnost     | 49-50         | 89-92         | 97-100        | —             | 64-66         | 32-34         | —             | —             |
| jednotlivě*   |               |               |               |               |               |               |               |               |
|               |               |               |               |               |               |               |               |               |
| Bouldering    | —             | —             | —             | 41-42         | 87-92         | —             | 47-49         | 0             |
| jednotlivě*   |               |               |               |               |               |               |               |               |

- poznámka: nalevo jsou poslední závody v roce

| Mistrovství Evropy | Mistrovství Evropy | Mistrovství Evropy | Mistrovství Evropy |
| Rok                | 2004               | 2008               | 2015               |
| ------------------ | ------------------ | ------------------ | ------------------ |
| Obtížnost          | 24                 | —                  | —                  |
| Bouldering         | 28                 | 35-36              | 39-40              |

| Mistrovství České republiky | Mistrovství České republiky | Mistrovství České republiky | Mistrovství České republiky | Mistrovství České republiky | Mistrovství České republiky | Mistrovství České republiky | Mistrovství České republiky | Mistrovství České republiky | Mistrovství České republiky | Mistrovství České republiky | Mistrovství České republiky | Mistrovství České republiky | Mistrovství České republiky | Mistrovství České republiky |
| Rok                         | 2003                        | 2004                        | 2005                        | 2006                        | 2007                        | 2009                        | 2010                        | 2011                        | 2012                        | 2013                        | 2014                        | 2015                        | 2016                        | 2017                        |
| --------------------------- | --------------------------- | --------------------------- | --------------------------- | --------------------------- | --------------------------- | --------------------------- | --------------------------- | --------------------------- | --------------------------- | --------------------------- | --------------------------- | --------------------------- | --------------------------- | --------------------------- |
| Obtížnost                   | 5                           |                             | 5                           | 4                           | 1                           | 1                           | —                           | —                           | —                           | —                           | —                           | —                           | —                           |                             |
| Bouldering                  |                             | 11                          | 7                           |                             | 10                          | 1                           | 1                           | 2                           | 1                           | 1                           | 2                           | 2                           | 2                           | 13                          |

| Český pohár | Český pohár | Český pohár | Český pohár | Český pohár | Český pohár | Český pohár | Český pohár |
| Rok         | 2010        | 2011        | 2012        | 2013        | 2014        | 2015        | 2016        |
| ----------- | ----------- | ----------- | ----------- | ----------- | ----------- | ----------- | ----------- |
| Bouldering  | 1           | 5           | 3           | 2           | 2           | 2           | 4           |
| jednotlivě* |             |             |             |             |             |             |             |

- poznámka: nalevo jsou poslední závody v roce

| Mejcup     | Mejcup | Mejcup | Mejcup |
| Rok        | 2008   | 2009   | 2012   |
| ---------- | ------ | ------ | ------ |
| Bouldering | 3      | 1      | 2      |